# Žan Mišel Žar
Žan Mišel Andre Žar (fr. Jean Michel André Jarre), rođen 24. avgusta 1948. godine u Lionu, Francuska, francuski je kompozitor i izvođač elektronske muzike. Proslavio se albumom Oxygène 1976. godine.
Poznat je po scenskim efektima na svojim koncertima koje najčešće drži napolju i koji se često sastoje od komplikovanih sistema lasera, vatrometa, stapanja arhitekture i muzike itd.
U oktobru 1981. godine, Žan Mišel Žar je bio prvi zapadnjački pop-pjevač kojem je dozvoljeno da održi koncert u Narodnoj Republici Kini.
Godine 1983. je snimio album po imenu Musique pour Supermarchés čije je prvo i jedino izdanje imalo samo jedan primjerak. Dozvolio je lokalnoj radio-stanici da emituje muziku sa ovog albuma, a kasnije na aukciji prodao taj jedini primjerak po cijeni od 10.000 funti. Žan Mišel Žar je napravio ovaj korak da bi izrazio svoje neslaganje i nepoštovanje muzičkog biznisa. Slušajući muziku preko radija, slušaoci su bili u mogućnosti da snime muziku na audio-kasete, ali uz jako slab kvalitet jer je radio stanica bila tipa AM. Pjesme sa ovog albuma Žan Mišel Žar je koristio u svojim kasnijim muzičkim djelima.
Od 1978. do 1998. bio je u braku sa engleskom glumicom Šarlot Rempling sa kojom ima sina.
Od 2008. godine počasni je doktor nauka.

## Galerija
- Album "Oxygene", 1976.

## Spoljašnje veze
- Popboks: Žan Mišel Žar, pesnik elektronske muzike (језик: српски)